# Бока-де-Учире
Бока-де-Учире (исп. Boca de Uchire) — город на северо-востоке Венесуэлы, на территории штата Ансоатеги. Является административным центром муниципалитета Сан-Хуан-де-Капистрано.

## Географическое положение
Бока-де-Учире расположен в северо-западной части штата, на побережье Карибского моря, в устье реки Учире, на расстоянии приблизительно 75 километров к западу от Барселоны, административного центра штата. Абсолютная высота — 0 метров над уровнем моря.

## Климат
Климат города характеризуется как жаркий семиаридный (BSh в классификации климатов Кёппена). Среднегодовое количество атмосферных осадков — 626 мм. Наименьшее количество осадков выпадает в марте (5 мм), наибольшее количество — в августе (92 мм). Средняя годовая температура составляет 27,5 °C.

## Население
По данным Национального института статистики Венесуэлы, численность населения города в 2013 году составляла 8268 человек.

## Транспорт
Через город проходит национальная автомагистраль .